# Maratonistas de Coamo (pallavolo)
I Maratonistas de Coamo furono una franchigia pallavolistica maschile portoricana, con sede a Coamo.

## Storia
I Maratonistas de Coamo vengono fondati nel 2012, quando il titolo dei Gigantes de Adjuntas viene traslato alla città di Coamo. Debuttano nella Liga de Voleibol Superior Masculino nel campionato 2012-13, classificandosi al decimo ed ultimo posto. Nella stagione seguente sono nuovamente ultimi in classifica; al termine dell'annata la franchigia cessa di esistere.